# Menesida flavipennis
Menesida flavipennis är en skalbaggsart som beskrevs av Stefan von Breuning 1954. Menesida flavipennis ingår i släktet Menesida och familjen långhorningar. Inga underarter finns listade i Catalogue of Life.